# Apeadero de Vale de Judeu
El Apeadero de Vale Judeu es una plataforma ferroviaria desactivada de la Línea del Algarve, que servía a la localidad de Vale Judeu, en el ayuntamiento de Loulé, en Portugal.

## Historia
Este apeadero se encuentra en el tramo entre Amoreiras-Odemira y Faro, que fue inaugurado el 1 de julio de 1889.